# Witt-Ring
Der Begriff des Witt-Rings {\displaystyle W(R)} stammt aus der Algebra. Er soll die quadratischen Räume über einem Ring {\displaystyle R}, d. h. die {\displaystyle R}-Moduln mit symmetrischer Bilinearform, zusammenfassen. Er wurde 1937 von Ernst Witt eingeführt.

## Definition für beliebige Ringe
Sei {\displaystyle R} ein kommutativer Ring.
Die Menge der quadratischen Räume, d. h. der {\displaystyle R}-Moduln mit symmetrischer Bilinearform, hat eine Ringstruktur mit der orthogonalen direkten Summe {\displaystyle \oplus } als Addition und dem Tensorprodukt {\displaystyle \otimes } als Multiplikation. Man bezeichnet zwei quadratische Räume {\displaystyle S_{1},S_{2}} als stabil äquivalent, wenn es {\displaystyle T_{1},T_{2}} gibt, so dass {\displaystyle S_{1}\oplus T_{1}} isomorph zu {\displaystyle S_{2}\oplus T_{2}} ist.
Stabile Äquivalenz ist eine Äquivalenzrelation. Die Menge der Äquivalenzklassen bildet mit den durch {\displaystyle \oplus } und {\displaystyle \otimes } induzierten Verknüpfungen einen Ring, der als Witt-Ring {\displaystyle W(R)} bezeichnet wird.

## Äquivalente Definition für Körper
Sei {\displaystyle K} ein Körper der Charakteristik {\displaystyle \operatorname {char} (K)\neq 2}. Als hyperbolische Ebene {\displaystyle H} bezeichnet man den {\displaystyle K^{2}} mit der symmetrischen Bilinearform {\displaystyle b(x,y)=2xy}, als metabolische quadratische Form eine orthogonale direkte Summe hyperbolischer Ebenen.
Für solche Körper kann der Witt-Ring {\displaystyle W(K)} äquivalent definiert werden als Menge der Äquivalenzklassen für die Äquivalenzrelation: {\displaystyle S_{1}} und {\displaystyle S_{2}} sind äquivalent, wenn es eine metabolische quadratische Form {\displaystyle M} mit {\displaystyle S_{2}=S_{1}\oplus M} oder {\displaystyle S_{1}=S_{2}\oplus M} gibt.

## Beispiele
- Für jeden algebraisch abgeschlossenen Körper {\displaystyle K} ist {\displaystyle W(K)\simeq \mathbb {Z} /2\mathbb {Z} }.
- Für den Körper der reellen Zahlen ist {\displaystyle W(\mathbb {R} )\simeq \mathbb {Z} }.
- Für den Ring der ganzen Zahlen ist {\displaystyle W(\mathbb {Z} )=\mathbb {Z} }.
- Für den Körper der rationalen Zahlen ist {\displaystyle W(\mathbb {Q} )=W(\mathbb {R} )\bigoplus \oplus _{p}W(F_{p})} (schwache Form des Satzes von Hasse-Minkowski).
- Für einen endlichen Körper {\displaystyle F_{q}} mit {\displaystyle q\equiv 3\mod 4} ist {\displaystyle W(F_{q})\simeq \mathbb {Z} /4\mathbb {Z} }.[2]
- Für einen endlichen Körper {\displaystyle F_{q}} mit {\displaystyle q\equiv 1\mod 4} ist {\displaystyle W(F_{q})\simeq \mathbb {Z} /2\mathbb {Z} \left[F^{*}/F^{*2}\right]}.
- Für einen lokalen Körper {\displaystyle K} mit Maximalideal {\displaystyle {\mathfrak {m}}} der Norm {\displaystyle N({\mathfrak {m}})\equiv 1\mod 4} ist {\displaystyle W(K)=\mathbb {Z} /2\mathbb {Z} \left[\mathbb {Z} /2\mathbb {Z} \oplus \mathbb {Z} /2\mathbb {Z} \right]}.
- Für einen lokalen Körper {\displaystyle K} mit Maximalideal {\displaystyle {\mathfrak {m}}} der Norm {\displaystyle N({\mathfrak {m}})\equiv 3\mod 4} ist {\displaystyle W(K)=\mathbb {Z} /4\mathbb {Z} \left[\mathbb {Z} /2\mathbb {Z} \right]}.
- Für jeden Körper {\displaystyle K} wird der Torsionsanteil von {\displaystyle W(K)} von Pfister-Formen erzeugt. Die Ordnung jedes Torsionselements ist eine Zweierpotenz.